# Nampalys Mendy
Nampalys Mendy (La Seyne-sur-Mer, 23 giugno 1992) è un calciatore francese naturalizzato senegalese, centrocampista svincolato della nazionale senegalese, con cui si è laureato campione d'Africa nel 2022.

## Caratteristiche tecniche
Di ruolo centrocampista, dispone di buona qualità di passaggio e velocità con la palla tra i piedi in progressione, oltre a essere bravo in marcatura, sia stretta che in campo aperto. Si distingue anche nei movimenti senza palla.

## Carriera

### Club

#### Monaco
il 28 aprile del 2010, Nampalys firma il suo primo contratto da professionista con il Monaco. Il giovane centrocampista della Nazionale Under 18 ha firmato un contratto al club del Principato valido per tre anni.

#### Nizza e Leicester City
Il 1º luglio 2013 passa a parametro zero al Nizza. Lascia l'OGC dopo 3 stagioni dove ha disputato delle buone stagioni con 110 presenze e 1 solo gol all'attivo, sul finire della stagione 2015-2016 decide di trasferirsi nella squadra campione d'Inghilterra, il Leicester City.
Il 3 luglio 2016 passa al Leicester City per 15.5 milioni di euro e firma un contratto quadriennale con le Foxes.
Il 30 luglio 2017 torna al Nizza in prestito per tutta la stagione. Conclude la sua seconda esperienza in Costa Azzurra con 14 presenze in campionato, facendo ritorno in Inghilterra.
Al termine della stagione 2019-2020, alla scadenza del suo contratto con il Leicester City, il 24 agosto 2020 rinnova il suo contratto fino al 2022.

## Statistiche

### Presenze e reti nei club
Statistiche aggiornate al 17 maggio 2025.
| Stagione              | Squadra               | Campionato            | Campionato | Campionato | Coppe nazionali | Coppe nazionali | Coppe nazionali | Coppe continentali | Coppe continentali | Coppe continentali | Altre coppe | Altre coppe | Altre coppe | Totale | Totale |
| Stagione              | Squadra               | Comp                  | Pres       | Reti       | Comp            | Pres            | Reti            | Comp               | Pres               | Reti               | Comp        | Pres        | Reti        | Pres   | Reti   |
| --------------------- | --------------------- | --------------------- | ---------- | ---------- | --------------- | --------------- | --------------- | ------------------ | ------------------ | ------------------ | ----------- | ----------- | ----------- | ------ | ------ |
| 2010-2011             | Monaco                | L1                    | 14         | 0          | CF+CdL          | 0+1             | 0               | -                  | -                  | -                  | -           | -           | -           | 15     | 0      |
| 2011-2012             | Monaco                | L2                    | 28         | 0          | CF+CdL          | 0+1             | 0               | -                  | -                  | -                  | -           | -           | -           | 29     | 0      |
| 2012-2013             | Monaco                | L2                    | 32         | 0          | CF+CdL          | 0+4             | 0               | -                  | -                  | -                  | -           | -           | -           | 36     | 0      |
| Totale Monaco         | Totale Monaco         | Totale Monaco         | 74         | 0          |                 | 6               | 0               |                    | -                  | -                  |             | -           | -           | 80     | 0      |
| 2013-2014             | Nizza                 | L1                    | 36         | 0          | CF+CdL          | 3+2             | 0               | UEL                | 2                  | 0                  | -           | -           | -           | 43     | 0      |
| 2014-2015             | Nizza                 | L1                    | 36         | 0          | CF+CdL          | 1+1             | 0               | -                  | -                  | -                  | -           | -           | -           | 38     | 0      |
| 2015-2016             | Nizza                 | L1                    | 38         | 1          | CF+CdL          | 1+1             | 0               | -                  | -                  | -                  | -           | -           | -           | 40     | 1      |
| 2016-2017             | Leicester City        | PL                    | 4          | 0          | FACup+CdL       | 3+0             | 0               | UCL                | 1                  | 0                  | CS          | 1           | 0           | 9      | 0      |
| ago. 2017             | Leicester City        | PL                    | 0          | 0          | FACup+CdL       | 0+1             | 0               | -                  | -                  | -                  | -           | -           | -           | 1      | 0      |
| 2017-2018             | Nizza                 | L1                    | 14         | 0          | CF+CdL          | 1+0             | 0               | UEL                | 4                  | 0                  | -           | -           | -           | 19     | 0      |
| Totale Nizza          | Totale Nizza          | Totale Nizza          | 124        | 1          |                 | 10              | 0               |                    | 6                  | 0                  |             | -           | -           | 140    | 1      |
| 2018-2019             | Leicester City        | PL                    | 31         | 0          | FACup+CdL       | 0+1             | 0               | -                  | -                  | -                  | -           | -           | -           | 32     | 0      |
| 2019-2020             | Leicester City        | PL                    | 7          | 0          | FACup+CdL       | 1+0             | 0               | -                  | -                  | -                  | -           | -           | -           | 8      | 0      |
| 2020-2021             | Leicester City        | PL                    | 23         | 0          | FACup+CdL       | 2+0             | 0               | UEL                | 4                  | 0                  | -           | -           | -           | 29     | 0      |
| 2021-2022             | Leicester City        | PL                    | 14         | 0          | FACup+CdL       | 0+1             | 0               | -                  | -                  | -                  | -           | -           | -           | 15     | 0      |
| 2022-2023             | Leicester City        | PL                    | 19         | 1          | FACup+CdL       | 3+2             | 0               | -                  | -                  | -                  | -           | -           | -           | 24     | 1      |
| Totale Leicester City | Totale Leicester City | Totale Leicester City | 98         | 1          |                 | 14              | 0               |                    | 5                  | 0                  |             | 1           | 0           | 118    | 1      |
| 2023-2024             | Lens                  | L1                    | 16         | 0          | CF              | 0               | 0               | UCL+UEL            | 6+0                | 0+0                | -           | -           | -           | 22     | 0      |
| 2024-2025             | Lens                  | L1                    | 10         | 0          | CF              | 0               | 0               | UECL               | 1                  | 0                  | -           | -           | -           | 11     | 0      |
| Totale Lens           | Totale Lens           | Totale Lens           | 26         | 0          |                 | 0               | 0               |                    | 7                  | 0                  |             | -           | -           | 33     | 0      |
| Totale carriera       | Totale carriera       | Totale carriera       | 322        | 2          |                 | 30              | 0               |                    | 18                 | 0                  |             | 1           | 0           | 371    | 2      |

### Cronologia presenze e reti in nazionale
| Cronologia completa delle presenze e delle reti in nazionale ― Senegal | Cronologia completa delle presenze e delle reti in nazionale ― Senegal | Cronologia completa delle presenze e delle reti in nazionale ― Senegal | Cronologia completa delle presenze e delle reti in nazionale ― Senegal | Cronologia completa delle presenze e delle reti in nazionale ― Senegal | Cronologia completa delle presenze e delle reti in nazionale ― Senegal | Cronologia completa delle presenze e delle reti in nazionale ― Senegal | Cronologia completa delle presenze e delle reti in nazionale ― Senegal |
| Data                                                                   | Città                                                                  | In casa                                                                | Risultato                                                              | Ospiti                                                                 | Competizione                                                           | Reti                                                                   | Note                                                                   |
| ---------------------------------------------------------------------- | ---------------------------------------------------------------------- | ---------------------------------------------------------------------- | ---------------------------------------------------------------------- | ---------------------------------------------------------------------- | ---------------------------------------------------------------------- | ---------------------------------------------------------------------- | ---------------------------------------------------------------------- |
| 26-3-2021                                                              | Brazzaville                                                            | Rep. del Congo                                                         | 0 – 0                                                                  | Senegal                                                                | Qual. Coppa d'Africa 2021                                              | -                                                                      |                                                                        |
| 30-3-2021                                                              | Dakar                                                                  | Senegal                                                                | 1 – 1                                                                  | eSwatini                                                               | Qual. Coppa d'Africa 2021                                              | -                                                                      |                                                                        |
| 5-6-2021                                                               | Thiès                                                                  | Senegal                                                                | 3 – 1                                                                  | Zambia                                                                 | Amichevole                                                             | -                                                                      |                                                                        |
| 8-6-2021                                                               | Thiès                                                                  | Senegal                                                                | 2 – 0                                                                  | Capo Verde                                                             | Amichevole                                                             | -                                                                      |                                                                        |
| 9-10-2021                                                              | Thiès                                                                  | Senegal                                                                | 4 – 1                                                                  | Namibia                                                                | Qual. Mondiali 2022                                                    | -                                                                      | 72’                                                                    |
| 12-10-2021                                                             | Johannesburg                                                           | Namibia                                                                | 1 – 3                                                                  | Senegal                                                                | Qual. Mondiali 2022                                                    | -                                                                      | 88’                                                                    |
| 11-11-2021                                                             | Lomé                                                                   | Togo                                                                   | 1 – 1                                                                  | Senegal                                                                | Qual. Mondiali 2022                                                    | -                                                                      | 71’                                                                    |
| 14-11-2021                                                             | Thiès                                                                  | Senegal                                                                | 2 – 0                                                                  | Rep. del Congo                                                         | Qual. Mondiali 2022                                                    | -                                                                      | 87’                                                                    |
| 18-1-2022                                                              | Bafoussam                                                              | Malawi                                                                 | 0 – 0                                                                  | Senegal                                                                | Coppa d'Africa 2021 - 1º turno                                         | -                                                                      | 72’                                                                    |
| 25-1-2022                                                              | Bafoussam                                                              | Senegal                                                                | 2 – 0                                                                  | Capo Verde                                                             | Coppa d'Africa 2021 - Ottavi di finale                                 | -                                                                      | 72’                                                                    |
| 30-1-2022                                                              | Yaoundé                                                                | Senegal                                                                | 3 – 1                                                                  | Guinea Equatoriale                                                     | Coppa d'Africa 2021 - Quarti di finale                                 | -                                                                      |                                                                        |
| 2-2-2022                                                               | Yaoundé                                                                | Burkina Faso                                                           | 1 – 3                                                                  | Senegal                                                                | Coppa d'Africa 2021 - Semifinale                                       | -                                                                      | 90+2’                                                                  |
| 6-2-2022                                                               | Yaoundé                                                                | Senegal                                                                | 0 – 0 dts (4 – 2 dtr)                                                  | Egitto                                                                 | Coppa d'Africa 2021 - Finale                                           | -                                                                      | 17’                                                                    |
| 25-3-2022                                                              | Il Cairo                                                               | Egitto                                                                 | 1 – 0                                                                  | Senegal                                                                | Qual. Mondiali 2022                                                    | -                                                                      | 45’                                                                    |
| 29-3-2022                                                              | Dakar                                                                  | Senegal                                                                | 1 – 0 dts (3 – 1 dtr)                                                  | Egitto                                                                 | Qual. Mondiali 2022                                                    | -                                                                      | 80’                                                                    |
| 4-6-2022                                                               | Diamniadio                                                             | Senegal                                                                | 3 – 1                                                                  | Benin                                                                  | Qual. Coppa d'Africa 2023                                              | -                                                                      | 77’                                                                    |
| 7-6-2022                                                               | Kigali                                                                 | Ruanda                                                                 | 0 – 1                                                                  | Senegal                                                                | Qual. Coppa d'Africa 2023                                              | -                                                                      | 27’ 71’                                                                |
| 24-9-2022                                                              | Orléans                                                                | Bolivia                                                                | 0 – 2                                                                  | Senegal                                                                | Amichevole                                                             | -                                                                      | 64’                                                                    |
| 27-9-2022                                                              | Maria Enzersdorf                                                       | Senegal                                                                | 1 – 1                                                                  | Iran                                                                   | Amichevole                                                             | -                                                                      | 76’                                                                    |
| 21-11-2022                                                             | Doha                                                                   | Senegal                                                                | 0 – 2                                                                  | Paesi Bassi                                                            | Mondiali 2022 - 1º turno                                               | -                                                                      | 90+5’                                                                  |
| 25-11-2022                                                             | Doha                                                                   | Qatar                                                                  | 1 – 3                                                                  | Senegal                                                                | Mondiali 2022 - 1º turno                                               | -                                                                      | 77’                                                                    |
| 29-11-2022                                                             | Al Rayyan                                                              | Ecuador                                                                | 1 – 2                                                                  | Senegal                                                                | Mondiali 2022 - 1º turno                                               | -                                                                      | 74’                                                                    |
| 4-12-2022                                                              | Al Khor                                                                | Inghilterra                                                            | 3 – 0                                                                  | Senegal                                                                | Mondiali 2022 - Ottavi di finale                                       | -                                                                      |                                                                        |
| 24-3-2023                                                              | Diamniadio                                                             | Senegal                                                                | 5 – 1                                                                  | Mozambico                                                              | Qual. Coppa d'Africa 2023                                              | -                                                                      | 64’                                                                    |
| 28-3-2023                                                              | Maputo                                                                 | Mozambico                                                              | 0 – 1                                                                  | Senegal                                                                | Qual. Coppa d'Africa 2023                                              | -                                                                      | 85’                                                                    |
| 17-6-2023                                                              | Cotonou                                                                | Benin                                                                  | 1 – 1                                                                  | Senegal                                                                | Qual. Coppa d'Africa 2023                                              | -                                                                      | 90+2’                                                                  |
| 20-6-2023                                                              | Lisbona                                                                | Brasile                                                                | 2 – 4                                                                  | Senegal                                                                | Amichevole                                                             | -                                                                      |                                                                        |
| 16-10-2023                                                             | Lens                                                                   | Senegal                                                                | 1 – 0                                                                  | Camerun                                                                | Amichevole                                                             | -                                                                      | 78’                                                                    |
| 15-1-2024                                                              | Yamoussoukro                                                           | Senegal                                                                | 3 – 0                                                                  | Gambia                                                                 | Coppa d'Africa 2023 - 1º turno                                         | -                                                                      | 79’                                                                    |
| 23-1-2024                                                              | Yamoussoukro                                                           | Guinea                                                                 | 0 – 2                                                                  | Senegal                                                                | Coppa d'Africa 2023 - 1º turno                                         | -                                                                      |                                                                        |
| 26-3-2024                                                              | Amiens                                                                 | Senegal                                                                | 1 – 0                                                                  | Benin                                                                  | Amichevole                                                             | -                                                                      | 64’                                                                    |
| 9-6-2024                                                               | Nouakchott                                                             | Mauritania                                                             | 0 – 1                                                                  | Senegal                                                                | Qual. Mondiali 2026                                                    | -                                                                      | 84’                                                                    |
| 6-9-2024                                                               | Diamniadio                                                             | Senegal                                                                | 1 – 1                                                                  | Burkina Faso                                                           | Qual. Coppa d'Africa 2025                                              | -                                                                      | 82’                                                                    |
| 11-10-2024                                                             | Dakar                                                                  | Senegal                                                                | 4 – 0                                                                  | Malawi                                                                 | Qual. Coppa d'Africa 2025                                              | -                                                                      | 81’                                                                    |
| Totale                                                                 |                                                                        | Presenze                                                               | 34                                                                     |                                                                        | Reti                                                                   | 0                                                                      |                                                                        |

## Palmarès

### Club
- Ligue 2: 1

Monaco: 2012-2013
- Coppa d'Inghilterra: 1

Leicester City: 2020-2021
- Community Shield: 1

Leicester City: 2021

### Nazionale
- Coppa d'Africa: 1

Camerun 2021

### Individuale
- Squadre del torneo della Coppa delle Nazioni Africane: 1

2021